# كي جانا هويفر
كي جانا هويفر (مواليد 18 يناير 2002) هو لاعب كرة قدم هولندي يلعب كمدافع في نادي وولفرهامبتون واندررز.

## روابط خارجية
- كي جانا هويفر على موقع الاتحاد الأوربي (الإنجليزية)
- كي جانا هويفر على موقع إي إس بي إن إف سي (الإنجليزية)
- كي جانا هويفر على موقع قاعدة بيانات كرة القدم.إي يو (الإنجليزية)
- كي جانا هويفر على موقع ليكيب (الفرنسية)
- كي جانا هويفر على موقع Soccerbase.com (لاعب) (الإنجليزية)
- كي جانا هويفر على موقع Soccerway.com (الإنجليزية)
- كي جانا هويفر على موقع عالم كرة القدم.نت (الإنجليزية)
- كي جانا هويفر على موقع AS.com (الإسبانية)